# Galatasaray Istanbul/Saison 1951/52
Die Saison 1951/52 von Galatasaray Istanbul war die 46. Saison in der Vereinsgeschichte und die 1. Saison in der İstanbul Profesyonel Ligi. Der Klub beendete die Saison auf dem 2. Platz.

## Personalien

### Kader
| Nat.       | Name             |
| Torhüter   | Torhüter         |
| ---------- | ---------------- |
| Turkei     | Turgay Şeren     |
| Abwehr     |                  |
| Turkei     | Necmi Erdoğdu    |
| Turkei     | Fazıl Göknar     |
| Turkei     | Naci Özkaya      |
| Turkei     | Ahmet Özmete     |
| Turkei     | Hidayet Volga    |
| Mittelfeld |                  |
| Turkei     | Özcan Başaran    |
| Turkei     | Rober Eryol      |
| Turkei     | Doğan Koloğlu    |
| Turkei     | Çoşkun Özarı     |
| Turkei     | Muhtar Tunçaltan |
| Angriff    |                  |
| Turkei     | Ali Beratlıgil   |
| Turkei     | Reha Eken        |
| Turkei     | Cemil Erlertürk  |
| Turkei     | Müfit Kalyoncu   |
| Turkei     | Gündüz Kılıç     |
| Turkei     | Recep Öngör      |
| Turkei     | Hikmet Öziş      |
| Turkei     | Ali Soydan       |
| Turkei     | Faik Soydaner    |
| Turkei     | Muzaffer Tokaç   |

## Saison
Alle Ergebnisse aus Sicht von Galatasaray Istanbul.
Die Tabelle listet alle İstanbul-Profesyonel-Ligi des Vereins der Saison 1952 auf. Siege sind grün, Unentschieden gelb und Niederlagen rot markiert.

### İstanbul Futbol Ligi
| ST | Datum            | Gegner              | Ort                        | Ergebnis  | Tor(e) für Galatasaray Istanbul                                   | Karte(n) für Galatasaray Istanbul |
| -- | ---------------- | ------------------- | -------------------------- | --------- | ----------------------------------------------------------------- | --------------------------------- |
| 01 | 5. Januar 1952   | Kasımpaşa Istanbul  | Mithatpaşa Stadı, Istanbul | 2:0 (1:0) | 1:0 Öziş (3.), 2:0 Özkaya (49.)                                   | keine                             |
| 02 | 13. Januar 1952  | Vefa Istanbul       | Mithatpaşa Stadı, Istanbul | 3:0 (1:0) | 1:0 Öngör (21.), 2:0 Özkaya (59. Elfmeter), 3:0 Kılıç (77.)       | keine                             |
| 03 | 2. Februar 1952  | Emniyet SK          | Mithatpaşa Stadı, Istanbul | 1:1 (1:1) | 1:1 Soydaner (24.)                                                | keine                             |
| 04 | 9. Februar 1952  | Beykozspor          | Mithatpaşa Stadı, Istanbul | 4:2 (2:1) | 1:0 Öngör (18.), 2:1 Kılıç (43.), 3:1 Tokaç (55.), 4:1 Eken (65.) | keine                             |
| 05 | 16. Februar 1952 | Istanbulspor        | Mithatpaşa Stadı, Istanbul | 1:1 (1:1) | 1:1 Kılıç (18.)                                                   | keine                             |
| 06 | 9. März 1952     | Fenerbahçe Istanbul | Mithatpaşa Stadı, Istanbul | 1:1 (0:0) | 1:1 Öziş (84.)                                                    | keine                             |
| 07 | 30. März 1952    | Beşiktaş Istanbul   | Mithatpaşa Stadı, Istanbul | 0:0       | keine                                                             | keine                             |
| 08 | 6. April 1952    | Kasımpaşa Istanbul  | Mithatpaşa Stadı, Istanbul | 4:0 (2:0) | 1:0 Kılıç (17.), 2:0 Reken (43.), 3:0 Kılıç (75.), 4:0 Öziş (83.) | keine                             |
| 09 | 13. April 1952   | Vefa Istanbul       | Mithatpaşa Stadı, Istanbul | 2:0 (1:0) | 1:0 Özkaya (31. Elfmeter), 2:0 Öziş (84.)                         | keine                             |
| 10 | 19. April 1952   | Emniyet SK          | Mithatpaşa Stadı, Istanbul | 2:0 (0:0) | 1:0 Erlertürk (47.), 2:0 Eken (81.)                               | keine                             |
| 11 | 1. Mai 1952      | Beykozspor          | Mithatpaşa Stadı, Istanbul | 0:0       | keine                                                             | keine                             |
| 12 | 3. Mai 1952      | Istanbulspor        | Mithatpaşa Stadı, Istanbul | 0:1 (0:0) | keine                                                             | keine                             |
| 13 | 19. Mai 1952     | Fenerbahçe Istanbul | Mithatpaşa Stadı, Istanbul | 2:2 (0:0) | 1:0 Tokaç (49.), 2:0 Özkaya (60.)                                 | keine                             |
| 14 | 25. Mai 1952     | Beşiktaş Istanbul   | Mithatpaşa Stadı, Istanbul | 1:1 (1:1) | 1:1 Öngör (42.)                                                   | keine                             |

### Dörtler Turnavası
| Datum            | Gegner              | Ort                   | Ergebnis  | Tor(e) für Galatasaray Istanbul                               |
| ---------------- | ------------------- | --------------------- | --------- | ------------------------------------------------------------- |
| 20. Oktober 1951 | Beşiktaş Istanbul   | İnönü Stadı, Istanbul | 0:2 (0:0) | keine                                                         |
| 21. Oktober 1951 | Fenerbahçe Istanbul | İnönü Stadı, Istanbul | 3:3 (1:0) | 1:0 Tunçaltan (16.), 2:2 Tunçaltan (59.), 3:3 Tunçaltan (83.) |

### Ekspres Gazetesi Kupası
| Datum            | Gegner            | Ort   | Ergebnis | Tor(e) für Galatasaray Istanbul |
| ---------------- | ----------------- | ----- | -------- | ------------------------------- |
| 9. Dezember 1951 | Beşiktaş Istanbul | n. V. | 0:2      | keine                           |

## Spielerstatistiken
| Özcan Başaran    | 14 | 0 | 0 | 0 |
| Ali Beratlıgil   | 6  | 0 | 0 | 0 |
| Reha Eken        | 9  | 3 | 0 | 0 |
| Necmi Erdoğdu    | 1  | 0 | 0 | 0 |
| Cemil Erlertürk  | 6  | 1 | 0 | 0 |
| Rober Eryol      | 12 | 0 | 0 | 0 |
| Fazıl Göknar     | 9  | 0 | 0 | 0 |
| Müfit Kalyoncu   | 2  | 0 | 0 | 0 |
| Gündüz Kılıç     | 12 | 5 | 0 | 0 |
| Doğan Koloğlu    | 8  | 0 | 0 | 0 |
| Recep Öngör      | 8  | 3 | 0 | 0 |
| Çoşkun Özarı     | 0  | 0 | 0 | 0 |
| Hikmet Öziş      | 8  | 4 | 0 | 0 |
| Naci Özkaya      | 14 | 4 | 0 | 0 |
| Ahmet Özmete     | 1  | 0 | 0 | 0 |
| Turgay Şeren     | 14 | 0 | 0 | 0 |
| Ali Soydan       | 5  | 0 | 0 | 0 |
| Faik Soydaner    | 5  | 1 | 0 | 0 |
| Muzaffer Tokaç   | 14 | 2 | 0 | 0 |
| Muhtar Tunçaltan | 0  | 0 | 0 | 0 |
| Hidayet Volga    | 6  | 0 | 0 | 0 |